# Høyanger
Høyangerⓘ ist eine norwegische Kommune in der Provinz Vestland. Sie grenzt im Norden an Fjaler und Sunnfjord, im Osten an Sogndal und Vik, im Süden an Modalen und Masfjorden und im Westen an Gulen und Hyllestad.
Das Kommunezentrum ist die Ortschaft Høyanger mit ca. 2500 Einwohnern. Der Sognefjord teilt die Kommune. Auf der Nordseite liegen neben Høyanger die Ortschaften Vadheim und Lavik. 10 km westlich von Høyanger liegt Kyrkjebø. Zum 1. Januar 2020 wurde zudem im Zuge der Kommunalreform die Ortschaft Nesse mit ca. 120 Einwohnern von Balestrand an Høyanger überführt. Auf der Südseite des Sognefjords ist Bjordal die größte Ortschaft. Ortnevik und Ikjefjord sind zwei andere Ortschaften in diesem Teil der Kommune.
Durch die Kommunalreform vergrößerte sich Høyanger von 1116 km² auf 1249 km², wovon 1003 km² Land- und 246 km² Wasserflächen sind.

## Wirtschaft
Wichtigster Wirtschaftszweig in Høyanger ist die Aluminiumindustrie, große Arbeitgeber sind Norsk Hydro, Fundo AS und der Kværnerkonzern. Als Folge staatlicher Forderungen zur Modernisierung des Aluminiumwerkes hat Hydro beschlossen, den Betrieb des Werkes ab 2007 abzuwickeln.

## Persönlichkeiten aus Høyanger
- Einar Førde (1943–2004), Politiker
- Ingrid Heggø (* 1961), Politikerin